# 클로즈드 노트 (영화)
《클로즈드 노트》(원제: 일본어: クローズド・ノート, 정식 영문명 : Closed Note)는 2007년 제작된 일본의 멜로 영화이다.

## 개요
- 시즈쿠이 슈스케의 동명의 소설인 『클로즈드 노트』를 원작으로 제작된 작품으로, 일본에서는 도호에서 배급하여, 2007년 9월 29일에 개봉되었다. 미스터리 작가로 유명한 시즈쿠이 슈스케가 로맨스 소설을 발표한다고 해, 화제를 불러 일으켰던 이 소설은 휴대 전화 사이트에 연재되어 100만 명이 넘는 접속 횟수를 기록하며 독자들을 열광시킨 후 단행본으로 출간되자마자 베스트셀러가 되었다.

- 실사 영화는 제작 초기 단계부터 『세상의 중심에서 사랑을 외치다』 등을 감독한 유키사다 이사오 감독과 사와지리 에리카, 타케우치 유코 등의 인기 배우들이 영화에 합류하면서 관심을 집중시켰다.

- 주제가는 싱어송라이터 가수 YUI가 ‘LOVE & TRUTH’라는 곡으로 참여하였으며, 감독의 제안으로 원작과 대본을 읽은 후 단숨에 곡을 썼다고 한다.

- 하지만, 당시 이 영화의 시사회에서 주연 배우의 사와지리 에리카가 기자들의 질문에 “별로, 특별히, 그다지” 등의 부정의 뜻을 가진 단어 べつに 베쯔니[*]라는 말로 불성실한 태도의 답변을 일관하여, 큰 논란을 불러왔다. 이에 사와지리 에리카는 언론에서 세간의 논란으로 떠오르며, 화제가 되자 이후 방송을 통해 눈물을 보이며 사과를 하였으나, 사과는 자신의 의사와는 전혀 상관없이 소속 사무실에서 시킨 거짓된 연기로 인한 눈물이었다는 주장이 제기되어 논란이 계속되었다.

- 시사회에서의 논란 이후 영화가 주목을 받게 되면서 일본 박스오피스에서 ‘클로즈드 노트’는 개봉 첫주 1억 7000만엔으로 3위에 머물렀지만, 2주째에 2위로 올라서며, 개봉 10일 만에 수입 5억엔을 돌파하며 10억엔의 수입으로 막을 내렸다.

- 대한민국에서는 2007년 제12회 부산 국제 영화제(PIFF)에서 월드시네마 상영작으로 공개되었으며, 마로별스토리 엔터테인먼트(약칭 마로별STORY)에서 당초에는, 영화제에 해당 영화 감독인 유키사다 이사오와 함께 주연 배우 사와지리 에리카 등을 내한하려 하였으나 사와지리 에리카는 시사회에서의 사건 등으로 내한 취소 입장을 밝혔다. 또한 마로별스토리 엔터테인먼트에서는 영화를 수입하여 2007년 수입, 배급으로 개봉 일정을 조율하였으나 사와지리 에리카의 발언 등으로 개봉이 갑작스럽게 취소되었다. 그 후 2011년에 크래커픽쳐스에서 영화를 다시 수입하여, 2011년 4월 14일에 대한민국의 극장에서 개봉을 하게 되었다. 원작 소설은 대한민국에서 영화가 공개되자, 동명의 제목인 『클로즈드 노트』라는 이름으로 2011년 4월 25일 발행으로, 랜덤하우스코리아에서 민경욱이 번역하여 출간하였다.

## 출연진
- 사와지리 에리카 : 호리이 카에 역
- 타케우치 유코 : 마노 이부키 역
- 이세야 유스케 : 이시토비 류 역
- 사에코
- 야마구치 아이
- 타나카 테츠지
- 이타야 유카
- 아와타 우라라
- 이시바시 렌지
- 사사이 에이스케
- 나카무라 카즈오
- 나가사쿠 히로미

## 스탭
- 감독 - 유키사다 이사오
- 제작자 - 시마타니 요시나리, 야스나가 요시로, 호소노 요시로, 다카마츠 슌스케, 시시도 켄지
- 프로듀서 - 아마기 모리오, 하루나 케이, 이치카와 미나미
- 각본 - 요시다 토모코, 이토 치히로, 유키사다 이사오
- 촬영 - 나카야마 코이치
- 미술 - 츠즈키 유지
- 편집 - 이마이 츠요시
- 음악 - 메이 인 Co.
- VFX 프로듀서 - 시노다 가쿠
- 의장 디자인 - 이토 사치코
- 조명 - 나카무라 히로키
- 녹음 - 이토 히로노리
- 제작위원회 - 도호, 하쿠호도 DY 미디어 파트너스, 스타 더스트 픽쳐스, 소니 뮤직 엔터테인먼트, 카도카와 서점, 카와카미 아키라
- 배급 - 도호

### 주제가
- YUI - 〈LOVE & TRUTH〉 (STUDIOSEVEN Recordings)

## 해외 수출

### 대한민국
- 개봉 : 2011년 4월 14일
- 관람등급 : 전체 관람가
- 러닝타임 : 138분
- 수입 : 마로별스토리엔터테인먼트㈜ (마로별STORY, 2007년 최초 수입), ㈜크래커픽쳐스
- 배급 : 마로별스토리엔터테인먼트㈜ (마로별STORY, 2007년 배급예정이었음.), 에이원 엔터테인먼트
- 제공 : ㈜미콘
- 홍보/마케팅 : ㈜크래커픽쳐스
- 온라인 마케팅 : ㈜스몰빌
- 저작권 보호 대행 : ㈜세상의 모든, ㈜미콘, 케이티하이텔㈜

## 관련 목록
- 클로즈드 노트 : 원작 소설.